# Ōza 1972
L'Ōza 1972 è stata la ventesima edizione del torneo goistico giapponese Ōza.

## Svolgimento
La fase preliminare serve a determinare chi accede al torneo per la selezione dello sfidante. Consiste in una serie di tornei preliminari iniziali, i cui vincitori si qualificano al torneo per la determinazione dello sfidante.
- W indica vittoria col bianco
- B indica vittoria col nero
- X indica la sconfitta
- +R indica che la partita si è conclusa per abbandono
- +N indica lo scarto dei punti a fine partita
- +F indica la vittoria per forfeit
- +T indica la vittoria per timeout
- +? indica una vittoria con scarto sconosciuto
- V indica una vittoria in cui non si conosce scarto e colore del giocatore

|  | Primo turno         | Primo turno         | Primo turno |  |  | Secondo turno       | Secondo turno       | Secondo turno   |        |                     | Semifinali          | Semifinali      | Semifinali |  |  | Finale | Finale | Finale |
|  |                     |                     |             |  |  |                     |                     |                 |        |                     |                     |                 |            |  |  |        |        |        |
|  | Toshihiro Shimamura | Toshihiro Shimamura | B+4,5       |  |  |                     |                     |                 |        |                     |                     |                 |            |  |  |        |        |        |
|  | Norio Kudo          | Norio Kudo          |             |  |  | Toshihiro Shimamura | Toshihiro Shimamura | B+1,5           |        |                     |                     |                 |            |  |  |        |        |        |
|  | Toshiro Yamabe      | Toshiro Yamabe      | W+R         |  |  | Toshiro Yamabe      | Toshiro Yamabe      |                 |        |                     |                     |                 |            |  |  |        |        |        |
|  | Rin Kaiho           | Rin Kaiho           |             |  |  |                     |                     |                 |        | Toshihiro Shimamura | Toshihiro Shimamura |                 |            |  |  |        |        |        |
|  | Hideo Otake         | Hideo Otake         | W+R         |  |  |                     | Utaro Hashimoto     | Utaro Hashimoto | W+10,5 |                     |                     |                 |            |  |  |        |        |        |
|  | Ikuro Ishigure      | Ikuro Ishigure      |             |  |  | Hideo Otake         | Hideo Otake         |                 |        |                     |                     |                 |            |  |  |        |        |        |
|  | Hosai Fujisawa      | Hosai Fujisawa      |             |  |  | Utaro Hashimoto     | Utaro Hashimoto     | W+0,5           |        |                     |                     |                 |            |  |  |        |        |        |
|  | Utaro Hashimoto     | Utaro Hashimoto     | W+R         |  |  |                     |                     |                 |        |                     | Utaro Hashimoto     | Utaro Hashimoto | B+R        |  |  |        |        |        |
|  | Go Seigen           | Go Seigen           | B+R         |  |  |                     | Kaku Takagawa       | Kaku Takagawa   |        |                     |                     |                 |            |  |  |        |        |        |
|  | Reiki Magari        | Reiki Magari        |             |  |  | Go Seigen           | Go Seigen           | B+R             |        |                     |                     |                 |            |  |  |        |        |        |
|  | Shoji Hashimoto     | Shoji Hashimoto     |             |  |  | Hideyuki Fujisawa   | Hideyuki Fujisawa   |                 |        |                     |                     |                 |            |  |  |        |        |        |
|  | Hideyuki Fujisawa   | Hideyuki Fujisawa   | B+4,5       |  |  |                     |                     |                 |        | Go Seigen           | Go Seigen           |                 |            |  |  |        |        |        |
|  | Yoshio Ishida       | Yoshio Ishida       |             |  |  |                     | Kaku Takagawa       | Kaku Takagawa   | W+6,5  |                     |                     |                 |            |  |  |        |        |        |
|  | Kaku Takagawa       | Kaku Takagawa       | W+R         |  |  | Kaku Takagawa       | Kaku Takagawa       | B+3,5           |        |                     |                     |                 |            |  |  |        |        |        |
|  | Masao Sugiuchi      | Masao Sugiuchi      |             |  |  | Shoji Sakakibara    | Shoji Sakakibara    |                 |        |                     |                     |                 |            |  |  |        |        |        |
|  | Shoji Sakakibara    | Shoji Sakakibara    | B+R         |  |  |                     |                     |                 |        |                     |                     |                 |            |  |  |        |        |        |

## Finale
La finale è una sfida al meglio delle tre partite.